# Architektura

Koloseum w Rzymie

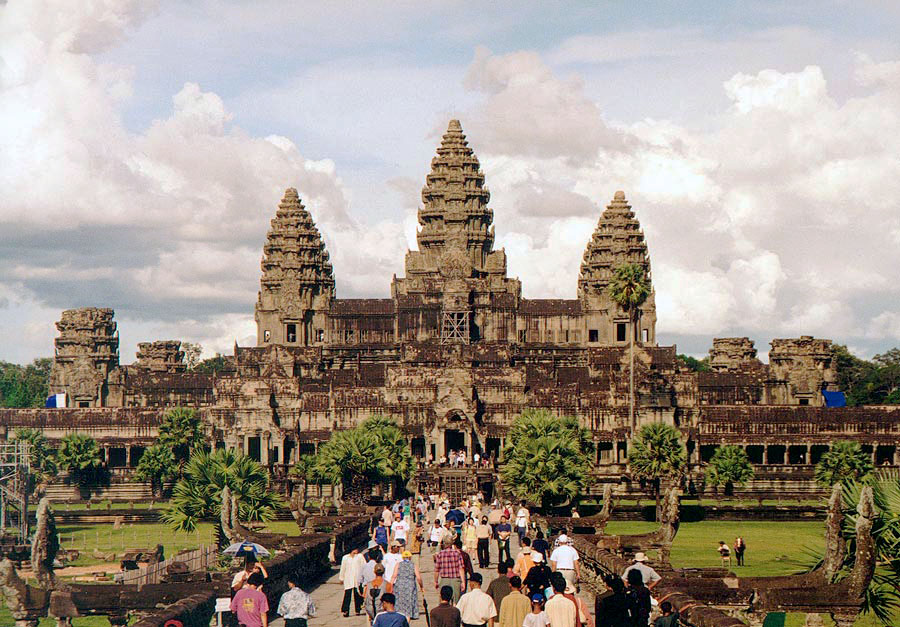
Angkor Wat

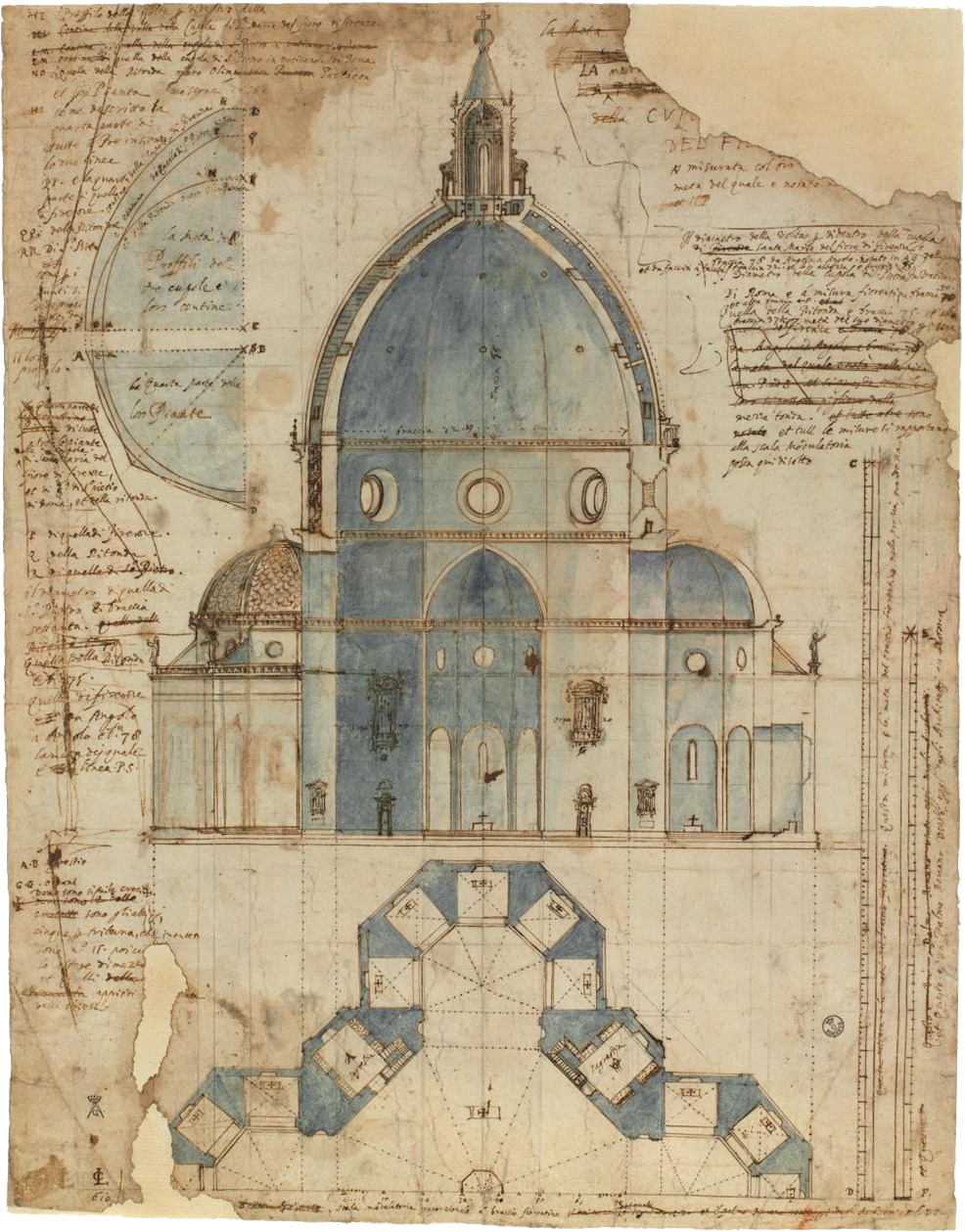
Przekrój przez kopułę katedry Santa Maria del Fiore we Florencji autorstwa architekta F. Brunelleschiego.

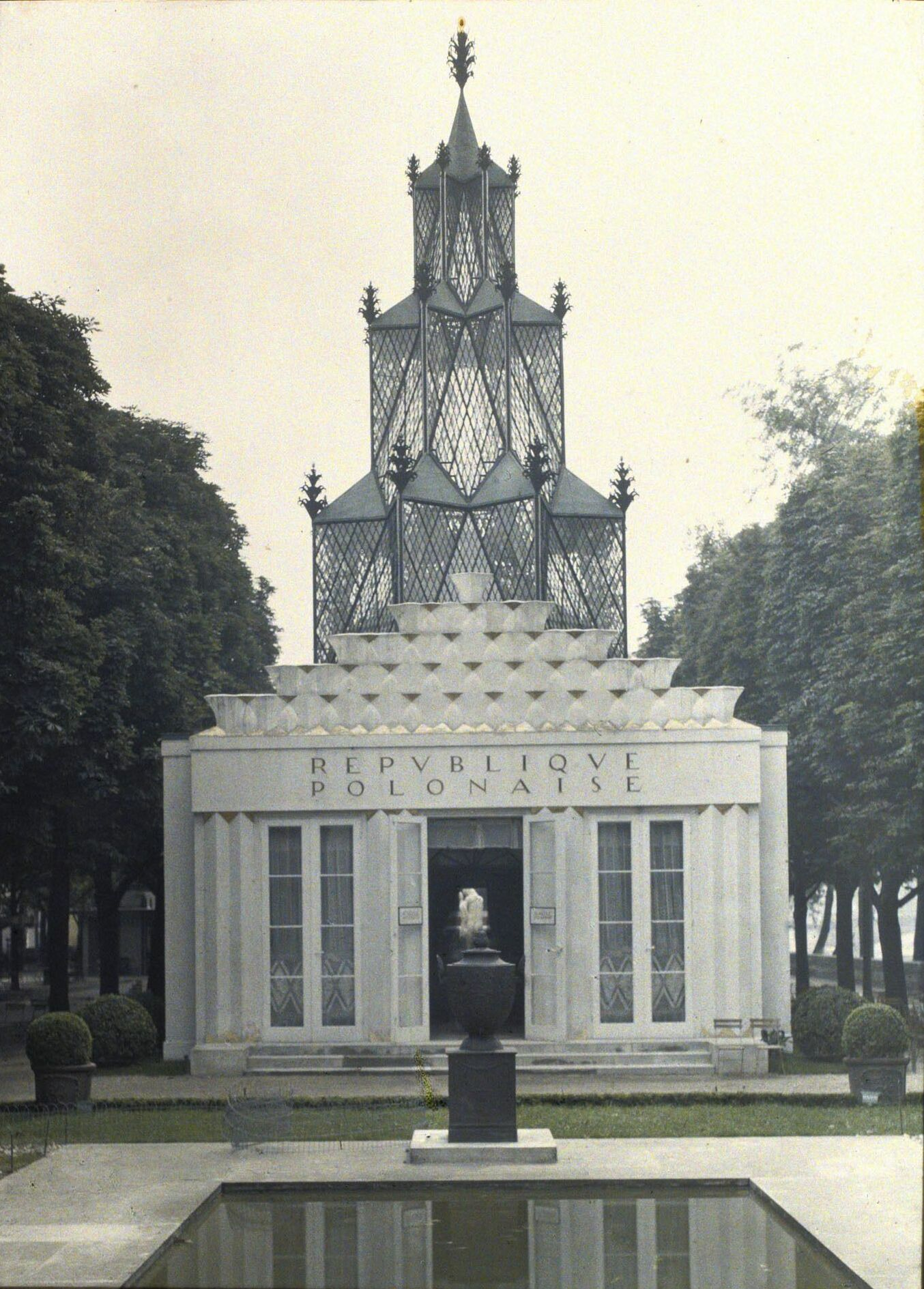
Polski pawilon na Wystawie Światowej w Paryżu (1925), Józef Czajkowski

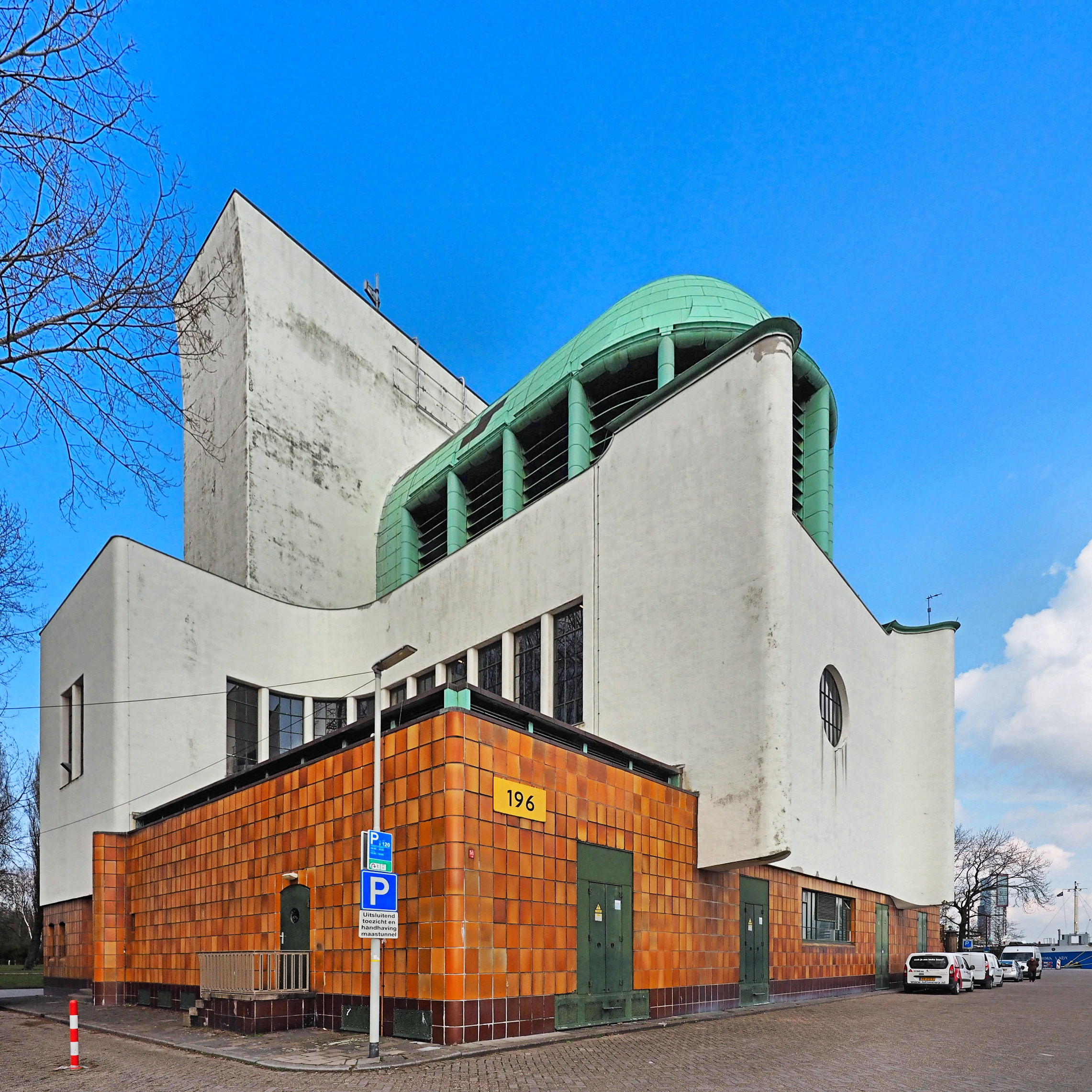
Wieża wentylacyjna tunelu pod Mozą w Rotterdamie (1937)

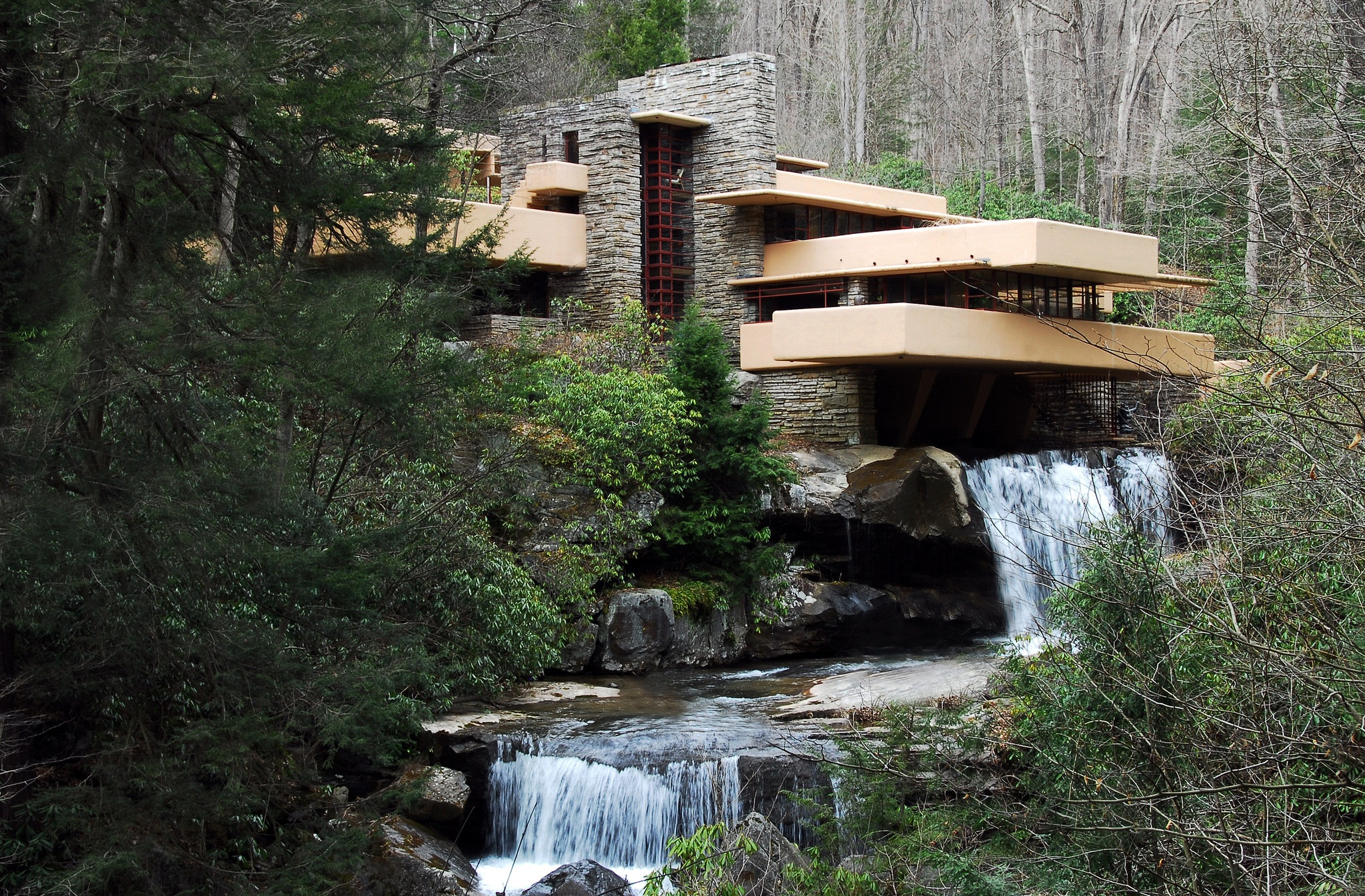
Dom nad wodospadem (1939), proj. Frank Lloyd Wright

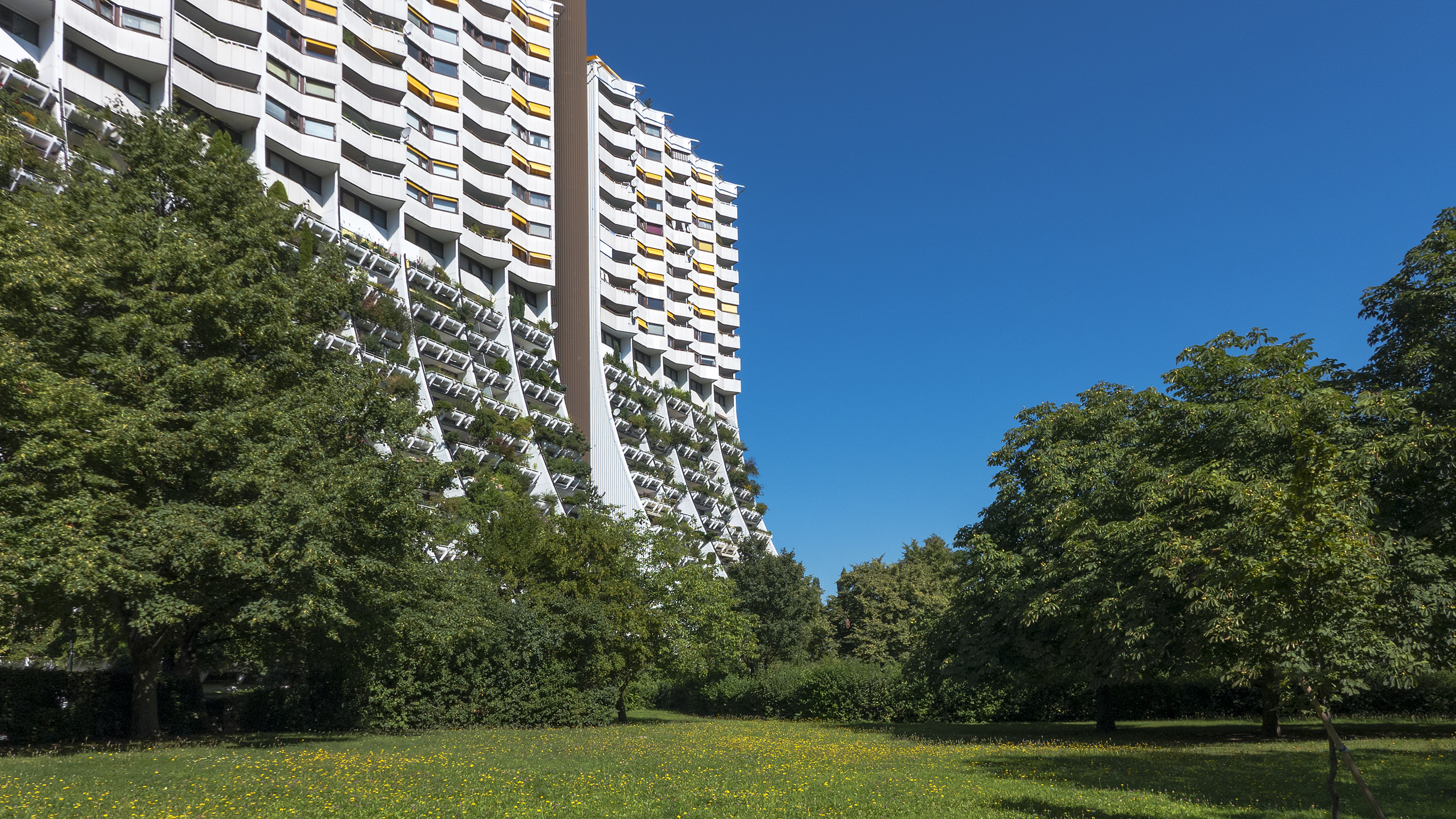
Modernistyczne osiedla bloków mieszkalnych w parkach opanowały świat w XX wieku jak Alterlaa w Wiedniu (1973)

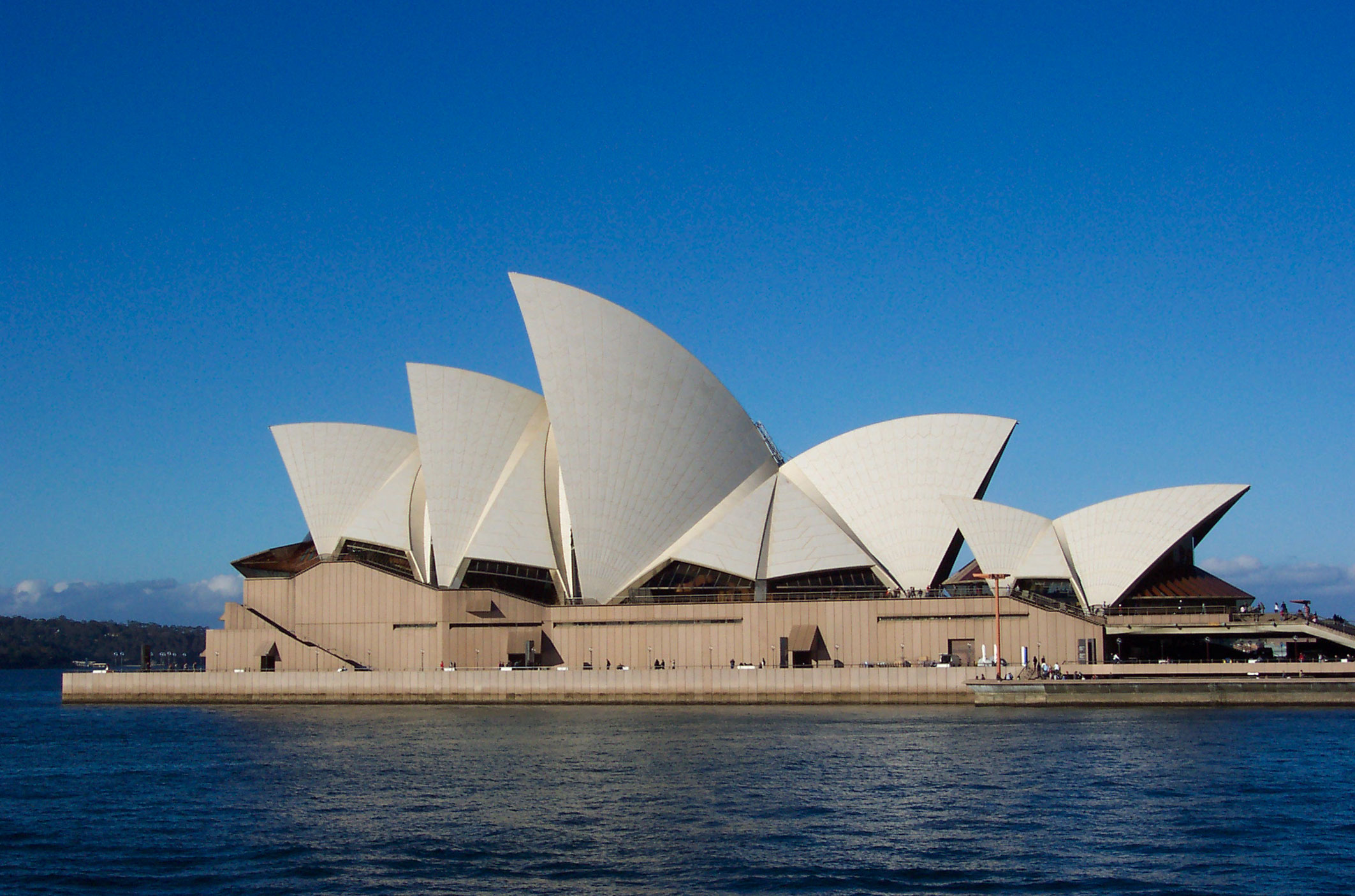
Opera w Sydney (1973)

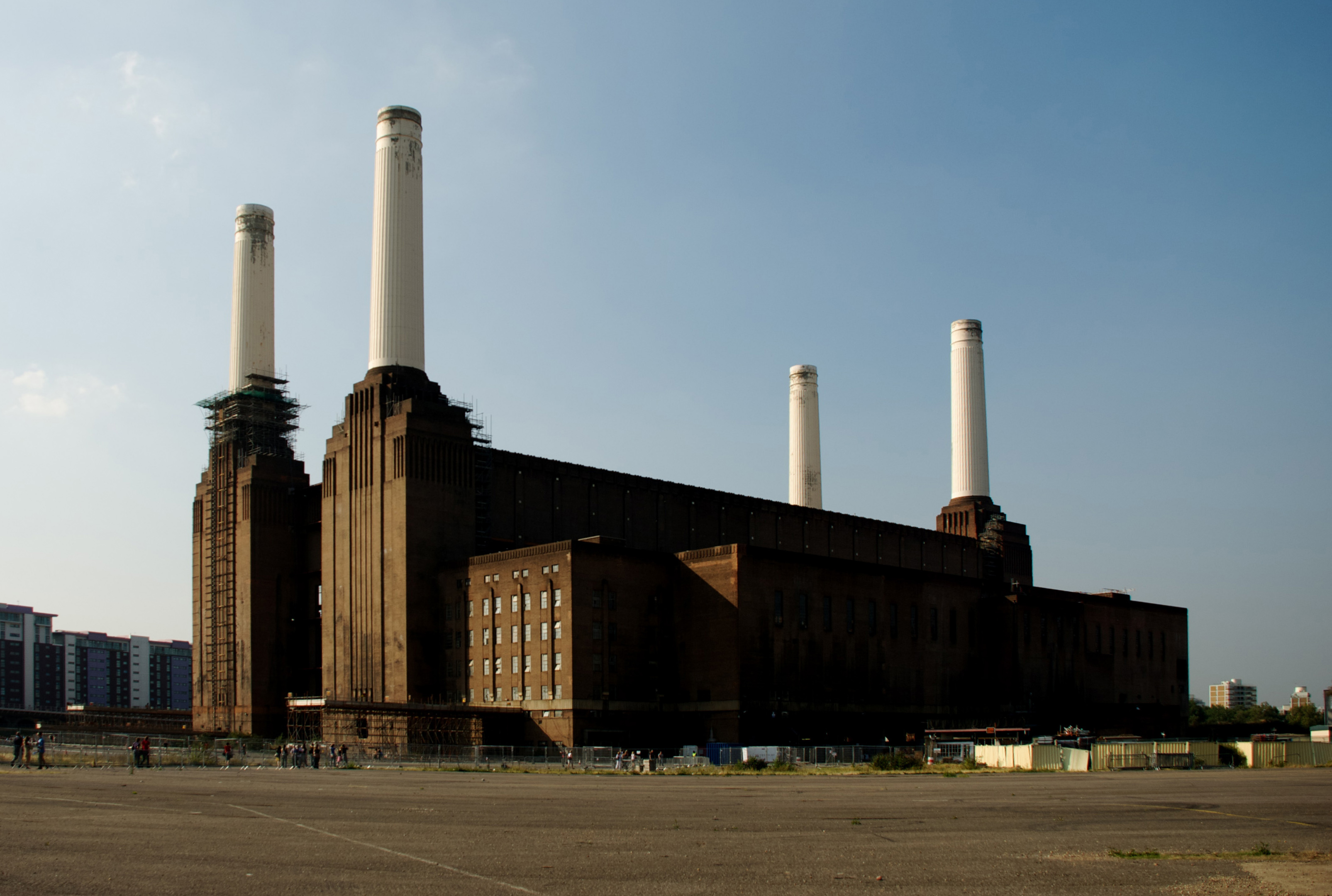
Elektrownia Battersea nad Tamizą (1939,1955)

Architektura (łac. architectura, od architector „buduję” z gr. archi „naczelny” i tekton „budowniczy”) – ogół obiektów materialnych, tworzonych przez człowieka, trwale związanych z określonym punktem powierzchni Ziemi służących zaspokojeniu jego potrzeb osobistych, jak i społecznych.
Składowe architektury to obiekty takie jak rzeźba stojąca w ogrodzie, ławka, ogrodzenie, chodnik, budynek mieszkalny, budynki użyteczności publicznej, drogi, mosty, wiadukty, przepusty, wały, elektrownie, warownie itp.
W innym ujęciu mianem architektury określa się dyscyplinę organizującą i kształtującą przestrzeń w realnych formach niezbędnych do zaspokojenia materialnych i duchowych potrzeb człowieka. Osoby kształcące się w tej dyscyplinie, a także zawodowi architekci – często przypisują tej dyscyplinie rolę przodującą w stosunku do dyscyplin sztuki takich jak malarstwo i rzeźba.
Dyscyplina zwana architekturą (inaczej dziedzina architektury) nie jest sklasyfikowana w zakresie klasyfikacji dziedzin i dyscyplin naukowych według OECD. W zakresie tej klasyfikacji znajduje się za to Inżynieria architektury jako jeden z zakresów dyscypliny zwanej Inżynierią lądową znajdującej się w Dziedzinie Nauk Inżynieryjnych i Technicznych. W wielu krajach na uczelniach wyższych nie ma kierunków studiów o nazwie architektura, są za to kierunki takie jak „architectural design” (Wielka Brytania).
W języku polskim funkcjonuje sformułowanie „dziedzina architektury i budownictwa” jako jedna nierozerwalna dziedzina wiedzy, jak też rozdzielanie tych pojęć na dwie składowe.
Pojęcia architektury rozumianego jako dyscyplina kształtująca określoną przestrzeń używa się w wielu innych dziedzinach.

## Teoria architektury
Najstarszym znanym utworem literackim na temat architektury jest De architectura Witruwiusza. Według Witruwiusza na pojęcie architektury składały się dyscypliny takie jak budownictwo (sztuka budowania budowli, budynków i obiektów małej architektury), gnomonika (sztuka budowania zegarów słonecznych) i mechanika (sztuka budowania machin wojennych i budowlanych). Określił on także podstawowe zasady projektowania i wznoszenia budowli. Są to:
- trwałość (firmitas) – wtedy jest zachowana, gdy fundamenty opuści się aż do twardego gruntu, a wybór materiałów będzie troskliwy i niezbyt oszczędny,
- użyteczność (utilitas) – rozkład budynków będzie niezacieśniony i dostosowany do miejsca ich wykonania i funkcji.
- piękno (venustas) – gdy powierzchowność (wykończenie materiałów) będzie przyjemna i kształtna oraz stosunek części trafnie rozporządzony.

Wprowadzenie do budownictwa żeliwa (1779), później stali, i wynalezienie żelbetu (J. Monier 1849), doprowadziły do podziału na „sztukę zdobienia” i „sztukę budowania”. W XIX w. J. Ruskin twierdził, że architektura to tylko ornament dodany do budynku, G. Scott zaś, uważał, że architektura, w odróżnieniu od zwykłego budownictwa, to dekorowanie konstrukcji. E. Lutyens twierdził, że architektura zaczyna się tam, gdzie kończy się funkcja. W XX wieku A. Perret uważał architekturę za sztukę konstruowania, a Le Corbusier za „mistrzowską, poprawną, wspaniałą grę brył połączonych w świetle”. Współcześnie przyjęło się określenie architektury jako sztuki kształtowania przestrzeni (B. Zevi); twierdzi się, że umiejętność ta wywołuje różnicę między architekturą i jej siostrzanymi sztukami (E.J. Posener), że „jest odbiciem rzeczywistości, kształtującej się w warunkach czasu, przestrzeni i środowiska społecznego” (S. Giedion).

## Typy architektury
Encyklopedia Britannica wyróżnia następujące typy architektury:
- Architektura mieszkalna,
- Architektura sakralna,
- Architektura rządowa,
- Architektura rekreacyjna,
- Architektura użyteczności publicznej i edukacji,
- Architektura komercyjna i industrialna.
- Architektura obronna